# Aedes provocans
Aedes provocans é um espécie de mosquito do Género Aedes, pertencente à família Culicidae.